# Micrathena crassispina
Micrathena crassispina är en spindelart som först beskrevs av Carl Ludwig Koch 1836.  Micrathena crassispina ingår i släktet Micrathena och familjen hjulspindlar. Inga underarter finns listade i Catalogue of Life.